# نویشتادت/هارتس
نویشتادت/هارتس (به آلمانی: Neustadt/Harz) یک شهر در آلمان است که در Nordhausen واقع شده‌است. نویشتادت/هارتس ۱٬۱۹۰ نفر جمعیت دارد.